# تحريف (مخطوطات)
الدَّسّ أو الإقحام أو التحريف، فيما يتعلق بالأدب وخاصة المخطوطات   القديمة، هو إدخال مقطع في نص لم يكتبه المؤلف الأصلي. نظرًا لوجود عدة أجيال من النسخ بين نسخة موجودة من نص قديم والأصل، كل منها مكتوب بخط اليد بواسطة كتبة مختلفين، فهناك ميل طبيعي لإدراج مواد غريبة على النص في مثل هذه المستندات بمرور الوقت.
يمكن إقحام نص في النص الأصلي ملاحظةً تفسيرية موثوقةً، ولكن قد يتم إدراجها أيضًا لأغراض احتيالية. الأعمال المزورة المنسوبة إلى Pseudo-Isidore هي مثال على هذا. وبالمثل، فإن رسائل إغناطيوس الأنطاكي قد تم تحريفها من قبل الزنادقة الأبوليناريين، بعد ثلاثة قرون من كتابة النص الأصلي. كما أن المواثيق والنصوص القانونية عرضة للتزوير من هذا النوع.
ومع ذلك، فإن معظم عمليات الدس ناتجة عن الأخطاء وعدم الدقة التي تميل إلى الظهور أثناء النسخ اليدوي، خاصة على مدى فترات طويلة من الزمن. على سبيل المثال، إذا ارتكب الناسخ خطأً عند نسخ نص وحذف بعض الأسطر، فإنه كان يميل إلى تضمين المادة المحذوفة في الهامش. ومع ذلك، توجد ملاحظات على الهامش من قبل القراء في جميع المخطوطات تقريبًا. لذلك، قد يجد ناسخ مختلف يسعى لإنتاج نسخة من المخطوطة ربما بعد سنوات عديدة صعوبة بالغة في تحديد ما إذا كانت ملاحظة الهامش عبارة عن إغفال قام به الناسخ السابق (والذي يجب تضمينه في النص) أو مجرد ملاحظة تم تدوينها من قبل القارئ (والذي يجب تجاهله أو الاحتفاظ به في الهامش).
كان الكتبة ذوو الضمير يميلون إلى نسخ كل ما يظهر في المخطوطة، ولكن في جميع الحالات كان الكتبة بحاجة إلى ممارسة الحكم الشخصي. تميل الملاحظات التفسيرية إلى إيجاد طريقها إلى النص الرئيسي كنتيجة طبيعية لهذه العملية الذاتية.
لقد طور العلماء الحديثون تقنيات للتعرف على الدس، والذي غالبًا ما يكون واضحًا للمراقبين المعاصرين، ولكنه كان أقل من ذلك بالنسبة للنساخ في العصور الوسطى.
على سبيل المثال، يُنظر إلى الفاصلة اليوحانوية على أنها تحريف. غالبًا ما توصف المشكلة المحددة لنقل النصوص اليهودية خارج الشرائع اليهودية والمسيحية بالمسيحية على أنها تحريف مسيحي.